# Af Sillén
af Sillén är en svensk adelsätt som stammar från Södermanland.
Ätten adlades 1770 och introducerades på Riddarhuset 1773 med numret 2001. Innan dess hette släkten Sillén.
Den 31 december 2022 var 27 personer med efternamnet af Sillén folkbokförda i Sverige.

## Kända medlemmar
- Abraham Wilhelm af Sillén
- Axel af Sillén
- Edward af Sillén
- Elisabeth af Sillén
- Elof af Sillén
- Erik af Sillén
- Georg Wilhelm af Sillén
- Gunnar af Sillén
- Gustaf af Sillén
- Gustaf Otto Probus af Sillén
- Herman af Sillén
- Ivar af Sillén
- Jan af Sillén
- Johan Georg af Sillén
- Josef af Sillén
- Julius af Sillén
- Karl Gustaf af Sillén
- Nils af Sillén
- Otto Ferdinand af Sillén